# Probopyrinella heardi
Probopyrinella heardi is een pissebed uit de familie Bopyridae. De wetenschappelijke naam van de soort is voor het eerst geldig gepubliceerd in 1984 door Adkison.